# Rob Marshall
Rob Marshall (Madison, Wisconsin; 17 de octubre de 1960) es un director de teatro y cine y coreógrafo estadounidense. Estuvo seis veces nominado al premio Tony, una vez nominado a un premio Óscar, otra vez al Globo de Oro y ganó un premio Emmy

## Biografía
Marshall nació en Madison (Wisconsin) y se crio en Pittsburgh (Pensilvania). Debutó en la industria audiovisual con la adaptación para televisión del musical Annie, de Charles Strouse y Martin Charnin.
En 2002 dirigió la muy anticipada adaptación del musical Chicago, por la cual recibió su primera nominación a los premios Óscar en la terna dirección. La película se alzó con 6 estatuillas entre las que destacan "Mejor Película" y "Mejor Actriz de Reparto" para Catherine Zeta-Jones. 
Ha sido director de Memorias de una Geisha (basado en el libro, con el mismo nombre, de Arthur Golden).  Nine, la adaptación de una producción de Broadway con el mismo nombre y Pirates of the Caribbean: On Stranger Tides, la cuarta parte de la serie Piratas del Caribe, producida por Disney.
En 2014 estrenó la película Into the Woods, también producida por Disney, que contó con 3 nominaciones a los premios Oscar.

## Filmografía
| Año  | Película                                                        | Rol        | Rol      | Rol       |
| Año  | Película                                                        | Coreógrafo | Director | Productor |
| ---- | --------------------------------------------------------------- | ---------- | -------- | --------- |
| 1995 | Victor/Victoria                                                 | Sí         |          |           |
| 1996 | Mrs. Santa Claus                                                | Sí         |          |           |
| 1997 | Cinderella                                                      | Sí         |          |           |
| 1999 | Annie                                                           | Sí         | Sí       |           |
| 2001 | The Kennedy Center Honors: A Celebration of the Performing Arts | Sí         | Sí       |           |
| 2002 | Chicago                                                         | Sí         | Sí       |           |
| 2005 | Memorias de una geisha                                          |            | Sí       |           |
| 2006 | Tony Bennett: An American Classic                               | Sí         | Sí       | Sí        |
| 2009 | Nine                                                            | Sí         | Sí       | Sí        |
| 2011 | Pirates of the Caribbean: On Stranger Tides                     |            | Sí       |           |
| 2014 | Into the Woods                                                  |            | Sí       | Sí        |
| 2018 | El regreso de Mary Poppins                                      |            | Sí       | Sí        |
| 2023 | La Sirenita                                                     |            | Sí       | Sí        |

## Premios
Premios Óscar
| Año  | Categoría      | Trabajo nominado | Resultado |
| ---- | -------------- | ---------------- | --------- |
| 2003 | Mejor director | Chicago          | Nominado  |

Premios Globo de Oro
| Año  | Categoría      | Trabajo nominado | Resultado |
| ---- | -------------- | ---------------- | --------- |
| 2003 | Mejor director | Chicago          | Nominado  |

Premios BAFTA
| Año  | Categoría      | Trabajo nominado | Resultado |
| ---- | -------------- | ---------------- | --------- |
| 2002 | Mejor director | Chicago          | Nominado  |